# 아이나 디 엔드
아이나 디 엔드(일본어: アイナ・ジ・エンド, 1994년 12월 27일 ~ )는 일본의 가수, 댄서, 싱어송라이터, 배우이며, 여성 아이돌 그룹 전 BiSH의 멤버이다. 오사카부 출신. WACK 소속.

## 개요
오사카의 엑스포 기념 공원 근처에서 태어나고 자란다.
이쇼샤 고교 졸업 후, 댄스 동료였던 친구로부터 「아이나는 노래도 해야 한다」라고 강하게 권유받아 오사카에서 상경.
솔로 싱어로서 자작곡을 발표하는 한편, 유캣의 백댄서가 모인 유닛 PARALLEL로 활동.
2015년 1월, PARALLEL을 졸업해, BiSH의 오디션을 찾아내 응모. 오디션에 합격해, 동년 3월 11일부터 BiSH의 멤버로서 활동을 시작한다.
2017년 12월, 에이벡스로부터 솔로 데뷔할 권리를 건 WACK 총선거에서 2위를 획득해 솔로 데뷔가 결정.
2023년 3월 23일, 촬영 중 사고로 부상을 입은 것이 BiSH의 공식 사이트에서 발표되었다. 출연이 예정되어 있던 TV 출연이나 라이브에 대해서, BiSH로서 출연 연기 또는 중지되는 것이 발표되었다. 부상은 머리를 30바늘 꿰매는 큰 부상이었음을 밝히고 있다. 4월 8일, 전국 투어 「PUNK SWINDLE TOUR」의 아키타 아키타 예술 극장 미르하스 공연으로부터 BiSH로서의 활동을 재개.
동년 10월 13일 공개의 『키리에의 노래』로 영화 첫 주연을 맡아 11월 28일에 제48회 호치 영화상 신인상을 받았다.
2025년 3월 31일, 소속사 「WACK」를 퇴사해, 「에이벡스 뮤직 크리에이티브」에 이적하는 것을 발표.

## 작품

### 싱글
1. 夜王子と月の姫/きえないで (2018년 9월 19일) - BiSH의 센토치히로 칫치와의 스플릿판으로서 양 A면 싱글.
2. 革命道中 - On The Way (2025년 9월 3일)

### EP
1. 内緒 (2021년 3월 2일)

### 앨범
1. THE END (2021년 2월 3일)
2. THE ZOMBIE (2021년 11월 24일)
3. DEBUT (2023년 10월 18일) - Kyrie 명의
4. RUBY POP (2024년 11월 27일)

### 착신 싱글 · EP
1. 死にたい夜にかぎって (2020년 2월 25일)
2. 誰誰誰 (2021년 2월 23일)
3. 金木犀 - From THE FIRST TAKE (2021년 3월 12일)
4. オーケストラ - From THE FIRST TAKE (2021년 3월 12일)
5. ワタシハココニイマス for 雨 (2021년 4월 30일)
6. 残して (2021년 7월 7일)
7. ロマンスの血 (2021년 8월 20일)
8. BORN SICK (2021년 9월 20일)
9. われは海の子 (2021년 10월 25일)
10. DEAD HAPPY (2021년 10월 25일)
11. 私の真心 (2022년 6월 6일)
12. Red:birthmark (2023년 4월 10일)
13. 宝石の日々 (2023년 7월 3일)
14. アイコトバ (2023년 10월 27일)
15. キリエ・憐れみの讃歌 - From THE FIRST TAKE (2023년 11월 8일)
16. 華奢な心 (2023년 11월 28일)
17. 帆 (2023년 12월 31일)
18. 宝者 (2024년 2월 5일)
19. Frail (2024년 2월 12일 틱톡 · 인스타그램 / 3월 15일 디지털 음원)
20. 創造 (2024년 7월 4일)
21. Love Sick (2024년 7월 26일)
22. ハートにハート (2024년 9월 12일)
23. 風とくちづけと (2024년 10월 9일)
24. 花無双 (2025년 3월 14일)
25. 大丈夫 (2024년 4월 10일)
26. Aria (2024년 4월 30일)
27. 革命道中 - On The Way (2025년 7월 2일)

## 출연

### 영화
- 키리에의 노래 (2023년 10월 13일 공개)